# Куно Гоффмайстер
Куно Гоффмайстер (нім. Cuno Hoffmeister; 2 лютого 1892 — 2 січня 1968) — німецький астроном, член АН НДР і Німецької академії натуралістів «Леопольдина» (1936).

## Життєпис
Народився 2 лютого 1892 року в Зоннеберзі, Тюрингія.
Спеціальної астрономічної освіти не отримав. Захопившись астрономією, кілька років працював асистентом у Бамберзькій і Єнській обсерваторіях. У 1925 обладнав у Зоннеберзі власну обсерваторію, у 1947 обсерваторія увійшла до складу Німецької АН у Берліні, а Гоффмейстер був її директором до кінця життя.
Основні наукові роботи присвячені спостереженнями змінних зірок і метеорів. У 1928 почав, у співпраці з Бабельсберзькою обсерваторією, фотографічне патрулювання неба, основним завданням якого було виявлення нових змінних зірок. Відкрив і дослідив майже 10000 змінних зірок. Вів систематичні візуальні спостереження метеорів. У 1948 був опублікований його каталог метеорних потоків. Виконав численні спостереження зодіакального світла за допомогою фотометра власної конструкції, вивчав протисяяння. Протягом кількох десятиліть був редактором науково-популярного журналу «Sterne».
Національна премія НДР (1951).
Кратер на Місяці та астероїди 1726 Гоффмайстер і 4183 Куно названі на його честь.